# Roberta González
Roberta González (París, 1909 - Neufmontiers, 1976), fue una pintora franco-española.

## Biografía
Nació en París en 1909, hija de Jeanne Berton y del escultor catalán Julio González Pellicer. En 1912 sus padres se separaron y se quedó con su padre. A lo largo de su vida desarrolló una sensibilidad especial para entender el arte que se vio influida por grandes figuras de la pintura contemporánea.

### Primeros pasos como artista
González nació en el seno de una familia catalana afincada en París con una larga tradición artística. Dentro de este ambiente, rodeada de artistas como Picasso, Torres-García y Brâncuși, comenzó a desarrollar sus capacidades siguiendo el estilo por el que se guiaba su padre. Completó su formación en la Academia Colarossi en París donde comenzó a desarrollar un estilo propio de carácter naturalista que se transformó a lo largo de su vida por la influencia de otros artistas y las distintas corrientes artísticas que surgieron con el pasar de los años.

### Carrera y promoción de la obra de su padre
En el taller de su padre conoció a quien se convirtió en su futuro marido, Hans Hartung. Este, como impulsor de la abstracción en Europa, ejerció una gran influencia en la forma y contenido de la obra de González.
Su trabajo discurrió entre los polos aparentemente antitéticos que representaban su padre y su marido. Entre la referencia necesaria a la naturaleza y las posibilidades expresivas de la abstracción sintetizó un lenguaje plástico rico en recursos, muy sugerente, fuertemente experimental y profundamente personal”.
No obstante, tras la separación de su marido en la década de los 50, para ella comenzó la época de mayor difusión de su obra en el ámbito internacional, pues ya no tenía una figura masculina que, debido a la época en la que vivió y a su condición de mujer, le podía hacer sombra, siendo así que es reclamada también por galerías en Nueva York y Tel Aviv, hasta su inclusión en Post-Painterly Abstraction, comisariada por Clement Greenberg para el County Museum Art de Los Ángeles en 1964.
Como hija de Julio González preservó y difundió el legado de su padre. Asumió la responsabilidad de custodia de sus obras y no se limitó solo a ello, sino que luchó para que fuesen mundialmente reconocidas, esta obligación extra, autoimpuesta, no perjudicó su producción artística y su crecimiento en el mundo del arte.
Con el fin de que reconocieran la figura paterna donó numerosas obras que custodiaba junto a sus hermanas a museos de París, Barcelona y Madrid. La gran mayoría de la obra de Julio González se conserva en el Institut Valencià d’Art Modern. 
Se enfrentó a un mundo que se oponía a reconocer su valía como artista, como expresó el historiador Tomás Llorens durante la exposición dedicada a la obra de Roberta González, primera vez en el mundo que ocurría, en el año 2012 en el  Institut Valencià d’Art Modern en la cual afirmó que: “Roberta no tuvo a la crítica de cara, era conocida por promocionar la obra de Julio González, en lugar de por una producción propia que había comenzado a generar en los años 20 en el taller paterno; dio los primeros indicios de una sensibilidad diferenciada en los años 30, y cuajó al final de los 40, después de la muerte de su padre, que fue cuando encontró su propio mundo artístico, En esas condiciones tan difíciles se desarrolla su propia pintura, una obra de sensibilidad y riqueza extraordinarias”.
Falleció en 1976 en Neufmontiers.

## Obra
Su obra va a sufrir distintos cambios a lo largo del tiempo, pues una de las características de esta artista es su capacidad de adaptación a las distintas corrientes que van a ir surgiendo con el correr del siglo XX en el mundo occidental.
En primer lugar, destacamos el carácter naturalista de sus primeras obras, siendo así por la influencia que la obra de su padre ejerció sobre ella.
Posteriormente, durante la década de los treinta y los cuarenta Roberta comenzará experimentar con nuevos estilos, destacando el estilo Arte abstracto  en el que más destacaba su marido, y que durante el periodo en el que estuvieron juntos jugó un papel fundamental en la superación de la influencia naturalista de su padre.
A su vez superó la influencia de su marido y creó una obra con estilo propio, centrada en la figura femenina.

“El gran cambio se produce en torno a 1950. Dos tablas negras al óleo, a modo de pizarras, sobre las que bosqueja con líneas blancas su autorretrato en el estudio, marcan una etapa en la que se abrirá al diálogo con creadores y tendencias coetáneas, siempre desde una mirada propia que aglutina el espectro parisino, del informalismo al surrealismo: desde los rostros enyesados y arañados de los rehenes de Jean Fautrier al laconismo de los cuadros grises de Giacometti y los trazos de la abstracción lírica, que ella convierte en sus composiciones en grandes franjas verticales de color sobre las que esquematiza sus figuras femeninas. La experimentación es máxima en este periodo, probando su independencia con múltiples técnicas mixtas, aguadas y esgrafiados, collages, plumas, acrílicos y pasteles sobre soportes variados, papeles con rejilla, madera, lienzo y yeso. Donde siempre se impone la depuración en el concepto y en su expresión”
Guillem de Castro, 2012.

## Exposiciones
Exposiciones Individuales
- Galería Jeanne Bucher, París, 1948
- Galería Colette Allendy, París, 1951
- Galería Peggy de Salles, Estados Unidos, 1954
- Galería Nina Dausset, París, 1954
- Galería Kunst Kabinet, Frankfurt, 1954
- Galería Librería Mary, París, 1955
- Galería Club Urbis, Madrid, 1960
- Galería de France, “Los tres González” 1965

Exposiciones colectivas
- Galería Castelucho, París, 1933
- “Los españoles de París” Praga 1945, Oran 1946
- Galería de Beaux-Arts, “Premio Hallmark”, 1949
- Bienal de Turín, 1949
- Premio de la Crítica, París, 1951
- Exposición Premio de la Crítica, Tokio, 1955